# Họ Cánh cộc
Họ Cánh cộc (tên khoa học Staphylinidae) là một họ côn trùng thuộc bộ bọ cánh cứng. Một số loài trong chúng có thân mình thon, dài như hạt thóc (dài 1 - 1,2 cm, ngang 2 - 3mm), có hai màu đỏ và đen, nhìn giống con kiến nên mới có các tên gọi dính với chữ "kiến". Phần nhiều các loài bọ cánh cứng này có đôi cánh cứng bao ngoài rất ngắn, để lộ ra cả một phần của bụng.

## Phân loài
Họ Cánh cộc là họ bọ cánh cứng lớn nhất tính trên quy mô thế giới, chúng cũng chiếm giải quán quân ở quy mô địa phương như vùng Bắc Mỹ, Anh quốc và có thể còn nhiều vùng khác tính theo khả năng phát hiện ra nhiều loài mới trong tương lai. Họ Cánh cộc cũng là một họ côn trùng khá cổ với dấu tích hóa thạch sớm nhất có niên đại chừng 200 triệu năm. Năm 1998 người ta thống kê được 46.725 loài bọ cánh cộc Staphylinidae (theo Zoological Record, tập 135), các thống kê gần đây đưa ra những con số còn cao hơn, khoảng 54.000 hay 55.440 loài. Việc phân nhóm các loài này vẫn đang còn gây tranh cãi trong giới khoa học. Có ý kiến cho rằng nên phân họ này thành 10 họ riêng biệt, nhưng ý kiến chung là phân chia bọ cánh cộc thành 31 phân họ, khoảng 100 tông và 3.200 chi. Mỗi năm có 400 loài mới được phát hiện và miêu tả, và một số ước tính cho rằng 3/4 số loài sống tại vùng nhiệt đới chưa được biết đến.

## Mô tả
Là một họ lớn nên các loài Staphylinidae có hình dạng và kích thước cực kỳ đa dạng. Chiều dài của chúng có thể nhỏ hơn 1mm hoặc lên tới 35mm, nhưng phần lớn rơi vào khoảng 2-8mm. Hình dáng thân chủ yếu thon dài, một số ít loài lại có thân tròn và bầu. Màu sắc có thể là vàng, nâu đó cho đến nâu hay đen. râu thường có 11 đốt, khá đều và có dạng ống, một số chi có một phần râu hơi phình nhìn giống cây chùy. Phần bụng có thể rất dài và mềm dẻo, một số loài bọ cánh cộc có thể khá giống con sâu tai.
Đặc điểm nổi bật của Họ Cánh cộc là lớp cánh cứng ngoài rất ngắn, chỉ che phủ được một nửa phần bụng và để lộ ra 6 hay 7 đốt bụng với các khớp liền nhau ở phần lớn các loài. Một thiểu số bọ Cánh cộc có cánh... không cộc lắm, che phủ gần hết thân, nhưng vẫn dễ nhận ra với 6 đốt bụng có thể nhìn thấy rõ và không có lobed fourth rarsomere. Có những loài Cánh cộc có hình dạng rất giống kiến, và vì vậy chúng mang các tên gọi có chữ "kiến" như kiến ba khoang, kiến hoang, kiến kim, kiến lác, kiến gạo, kiến nhốt, kiến cong,...
Một số loài của phân tông Paederina (thuộc nhóm Paederinae) chứa các hóa chất có thể gây phồng rộp da trong máu, chúng có thể gây ra một loại bệnh phồng rộp da tên là Paederus dermatitis. Một trong những chất hại da nằm trong máu chúng có tên là pederin, rất độc, độc hơn 15 lần cả nọc rắn hổ mang.

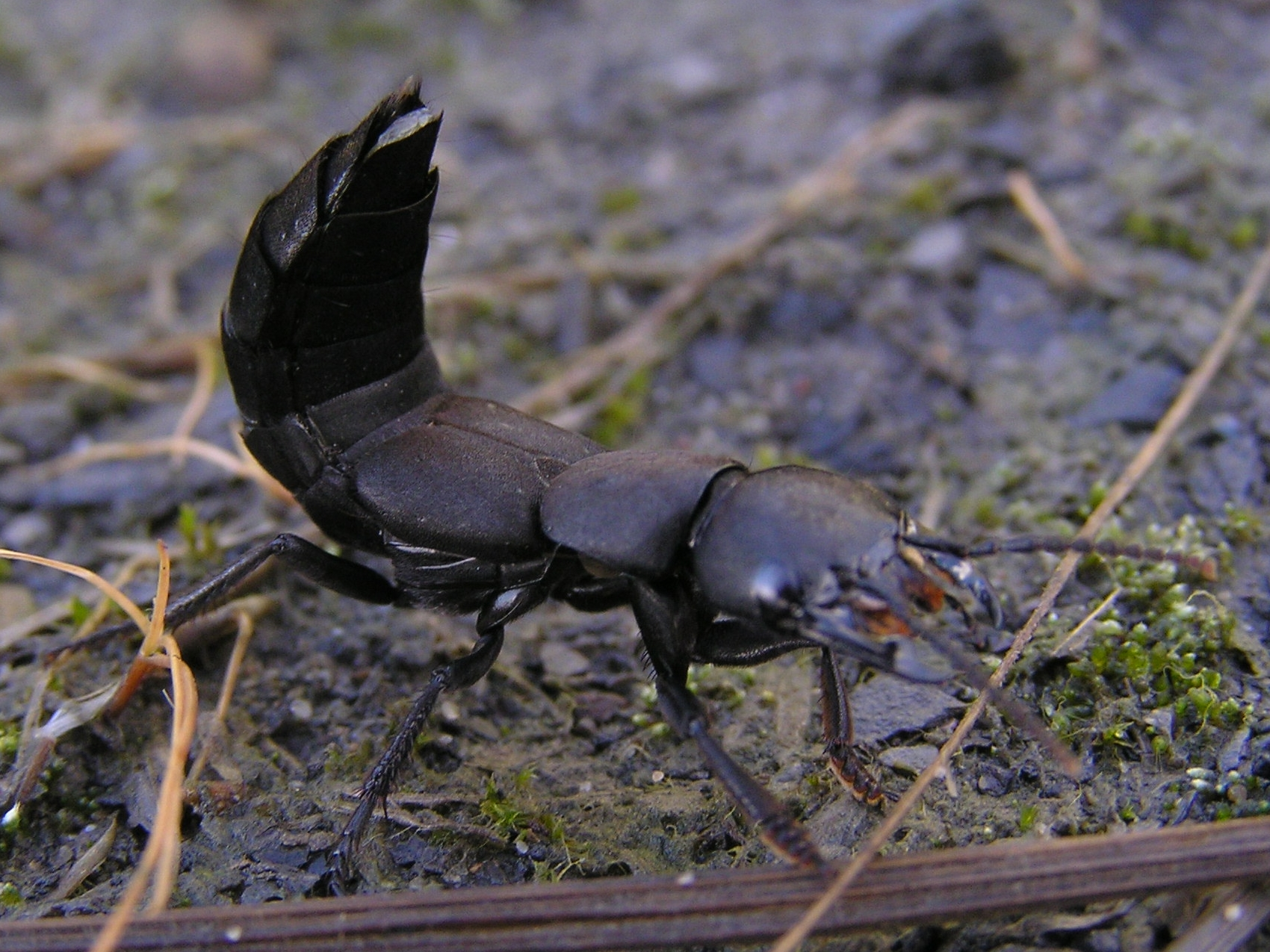
Ocypus sp.
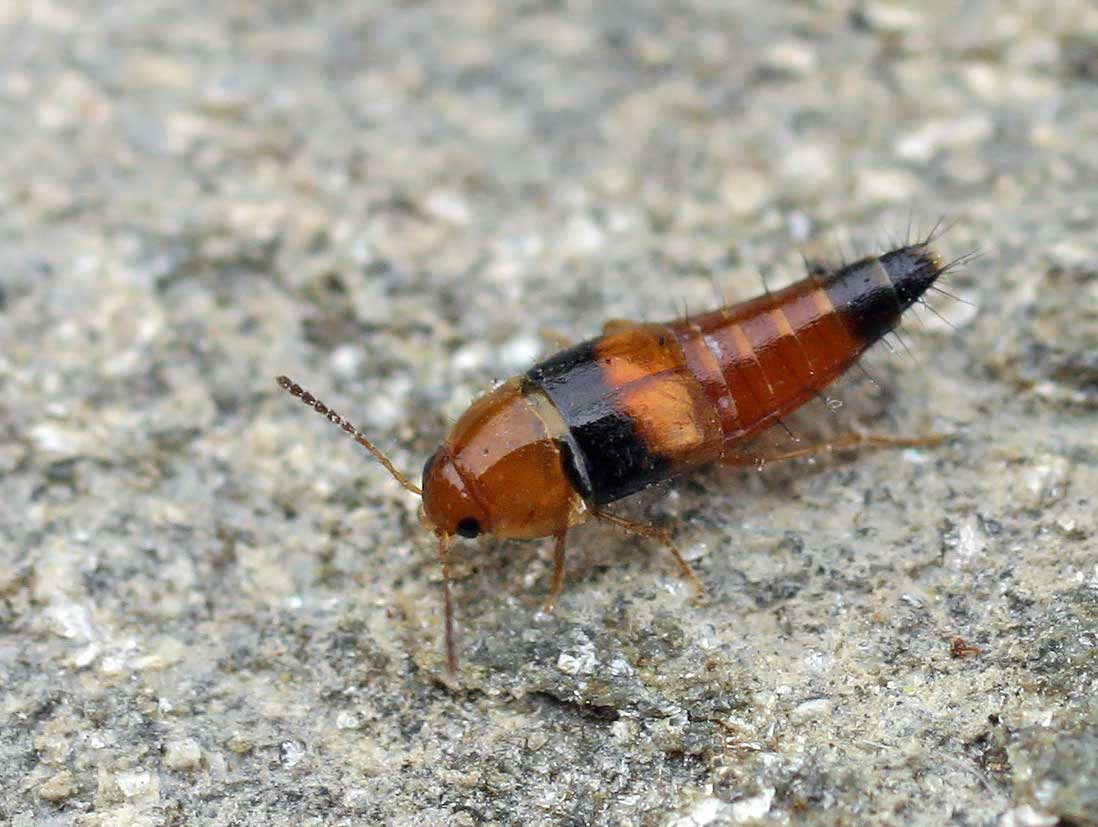
Tachyporus obtusus
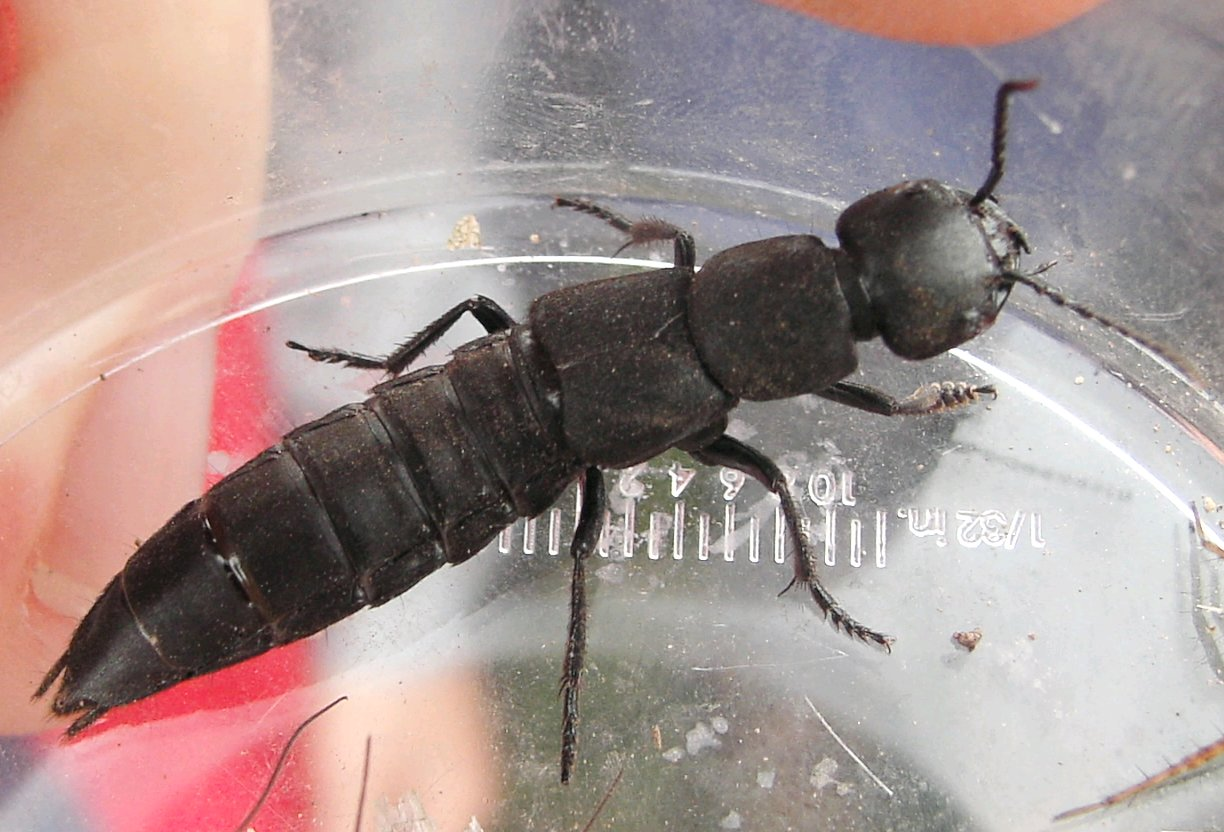
Ocypus olens
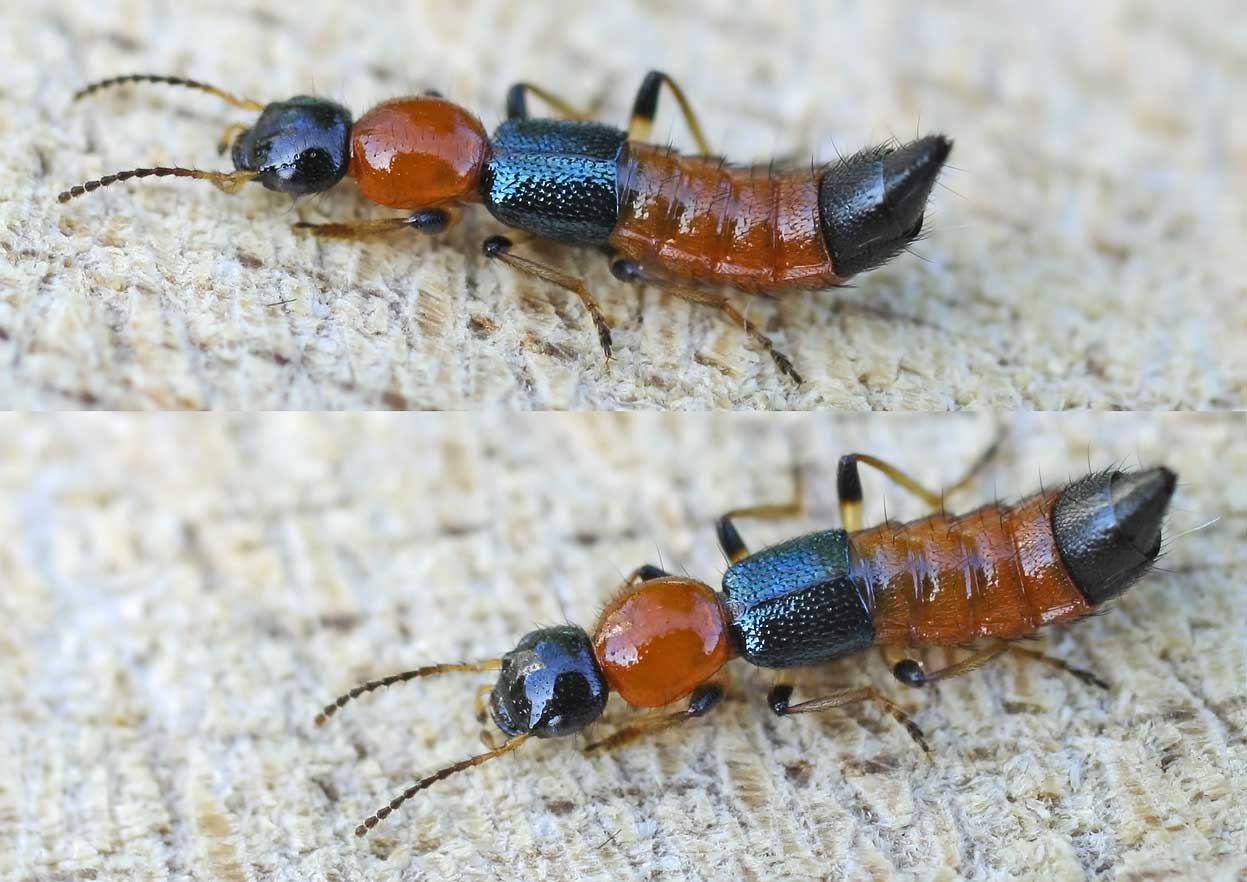
Paederus littoralis
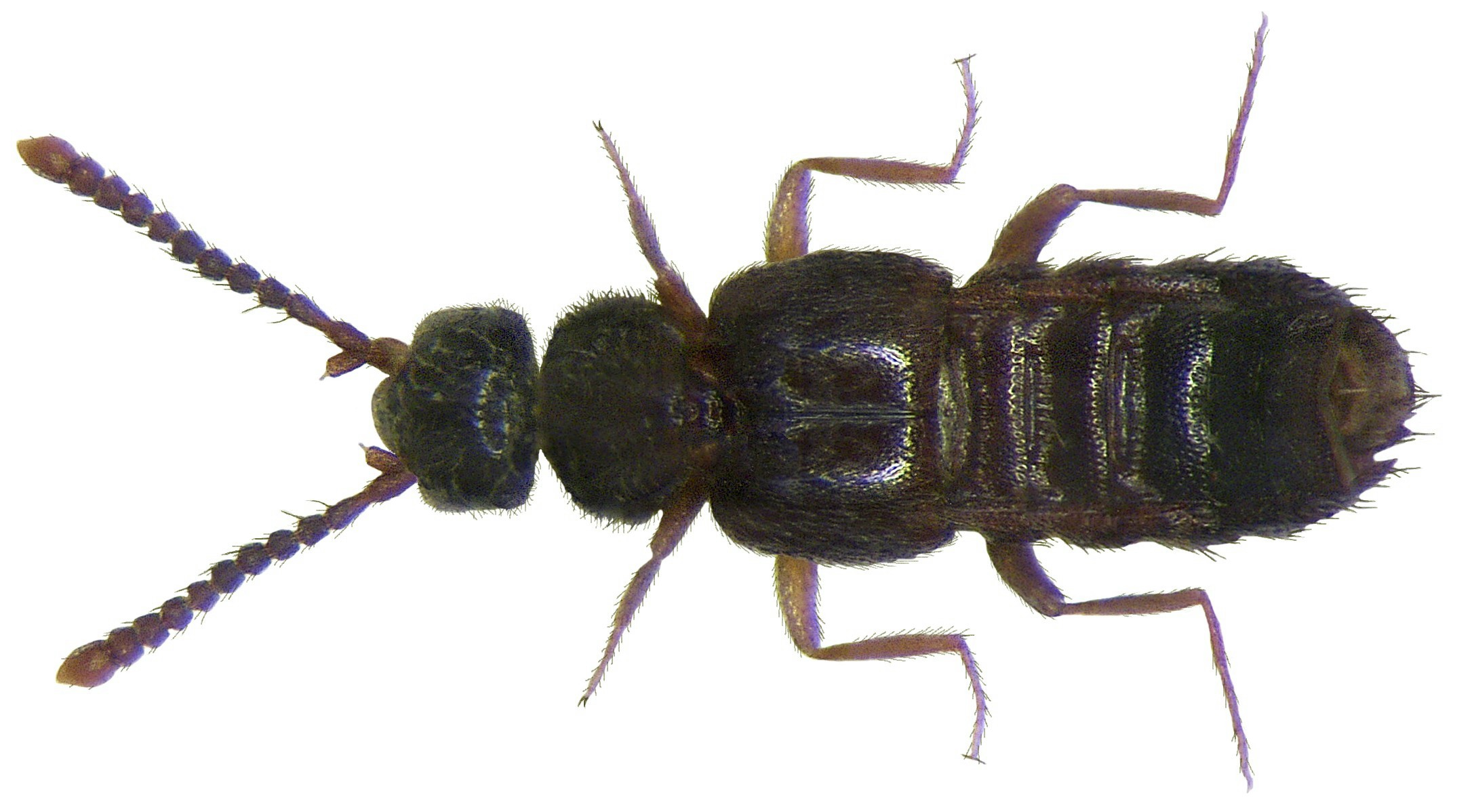
Cordalia tsavoana
- Ontholestes tessellatus

## Sinh thái
Bọ cánh cộc Staphylinidae sống trong các sinh cảnh và vùng sinh thái phù hợp với bọ cánh cứng nói chung, và chúng có thể ăn hầu hết mọi thứ trừ những mô sống của các thực vật bậc cao tỉ như Himalusa thailandica. Phần lớn các loài thuộc họ bọ cánh cộc này là loài săn mồi, chúng ăn thịt các côn trùng và các động vật không xương sống khác, chúng sinh sống trong các đống lá mục hoặc xác cậy cối đang phân hủy. Một số loài sống ở bờ biển, tại các vùng gian triều (intertidal zone) hoàn toàn bị ngập nước lúc triều cường, tỉ như loài Thinopinus pictus; một số khác là động vật ký cư, sống nhờ tổ của các loài kiến hay mối, một số hỗ sinh với các loài thú theo dạng thức tỉ như săn bắt bọ chét hay các loài ký sinh làm hại vật chủ. Một số loài như các thành viên của chi Aleochara sống ký sinh trên các côn trùng khác, ví dụ như một số ấu trùng ruồi.
Do thói quen săn bắt và ăn thịt các loài côn trùng khác, người ta từng xem xét sử dụng bọ cánh cộc như là một công cụ phòng trừ sinh học và đánh giá chúng như là một trong những tác nhân kiểm soát "dân số" các sinh vật trong tự nhiên. Tuy nhiên, các thử nghiệm sử dụng bọ cánh cộc nhằm trừ sâu hại chưa đem lại kết quả nào đáng kể. Trong số đó thì nhóm bọ cánh cộc dạng ký sinh (parasitoid) như Aleochara tỏ ra thành công hơn cả.
Trong số bọ cánh cộc, chi Stenus có lối săn mồi đáng chú ý. Chúng là loài săn mồi chuyên ăn thịt các động vật không xương sống nhỏ (tỉ như bọ đuôi bật collembola). Môi dưới của chúng có thể được phóng dài ra như lưỡi tắc kè nhờ vào áp suất máu, trên đầu môi có nhiều lông nhọn và gai để tóm giữ lấy con mồi mà nó bắt được.

### Họ Cánh cộc ở vùngCổ Bắc cựcnói chung
- Lohse, G.A. (1964) Familie: Staphylinidae. In: Freude, H., Harde, K.W. & Lohse, G.A. (Eds.), Die Käfer Mitteleuropas. Band 4, Staphylinidae I (Micropeplinae bis Tachyporinae). Krefeld: Goecke & Evers Verlag, 264 pp.
- Lohse, G.A. (1974) Familie: Staphylinidae. In: Freude, H., Harde, K.W. & Lohse, G.A. (Eds.), Die Käfer Mitteleuropas. Band 5, Staphylinidae II (Hypocyphtinae und Aleocharinae). Pselaphidae. Krefeld: Goecke & Evers Verlag, 381 pp.
- Lohse, G.A. (1989) Ergänzungen und Berichtigungen zu Freude-Harde-Lohse "Die Käfer Mitteleuropas" Band 5 (1974), pp. 185–243 In: Lohse, G.A. & Lucht, W.H. (Eds.), Die Käfer Mitteleuropas. 1. Supplementband mit Katalogteil. Krefeld: Goecke & Evers Verlag, pp. 185–243.

### Họ Cánh cộc ở châu Âu
Europe
- Lott, D.A. (2009). The Staphylinidae (rove beetles) of Britain and Ireland. Part 5: Scaphidiinae, Piestinae, Oxytelinae. Handbooks for the identification of British insects, vol. 12, part 5. St Albans: Royal Entomological Society.British and Irish fauna only
- Tronquet, M. (2006). Catalogue iconographique des Coléoptères des Pyrénées-Orientales. Vol. 1: Staphylinidae. Supplément au Tome XV de la Revue de l’Association Roussillonnaise d’Entomologie. Perpignan: Association Roussillonnaise d’Entomologie.Extensively illustrated